# Cires habillées nancéiennes

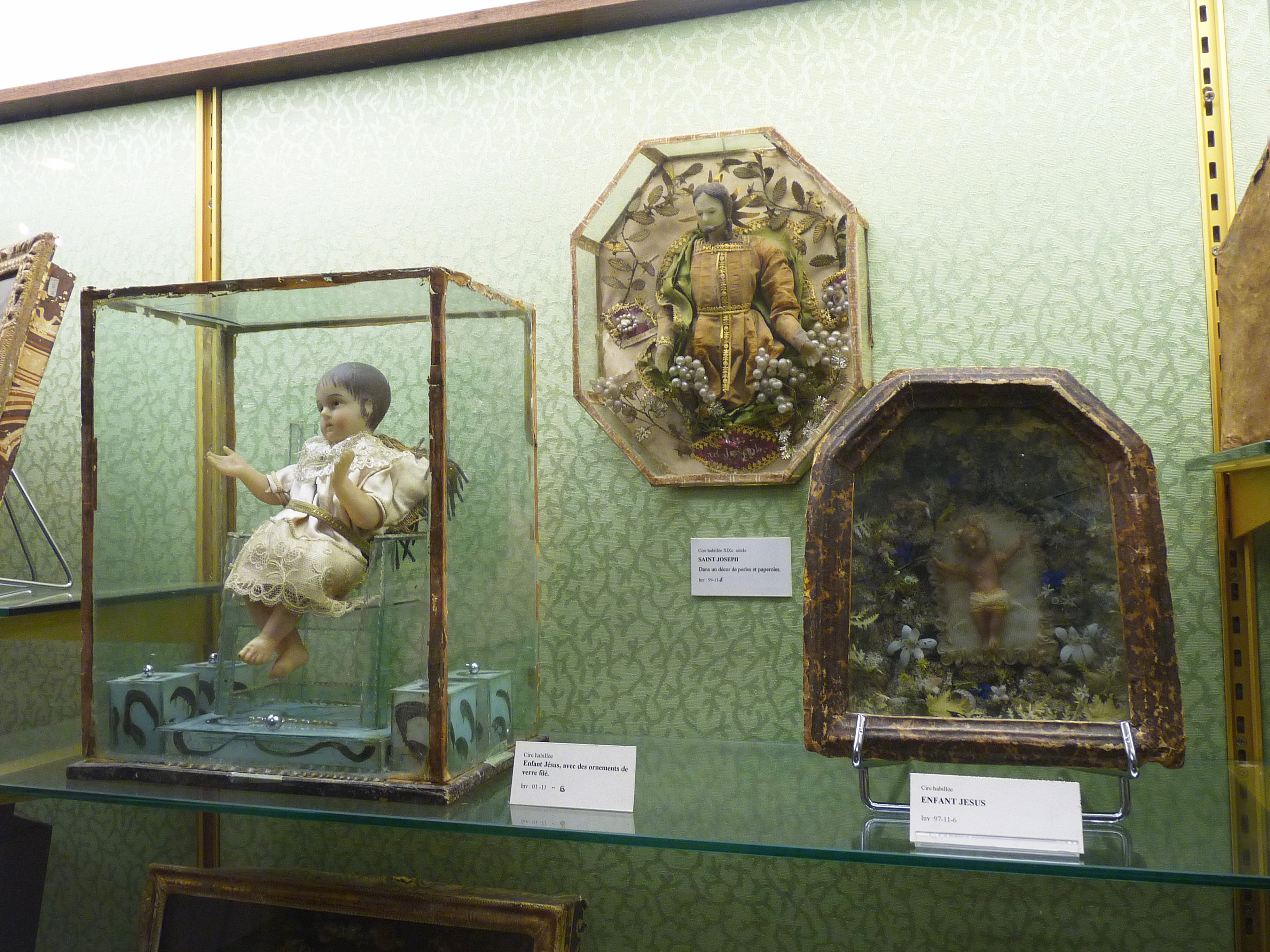
Cires habillées au Musée Charles de Bruyères de Remiremont

Les cires habillées nancéiennes sont des tableaux de dévotion en cire et en tissu très en vogue à Nancy au XVIIIe siècle. Des figurines de cire y sont mises en scène dans des boîtes en carton tapissées et décorées de coquillages, de perles, de verreries et de matériaux divers. Les personnages, religieux mais aussi profanes, sont traités soit en bas-relief, soit en ronde-bosse. Ces œuvres sont d'abord de petites dimensions, destinées à être transportées, mais leur taille ira en s'accroissant.

## Collections

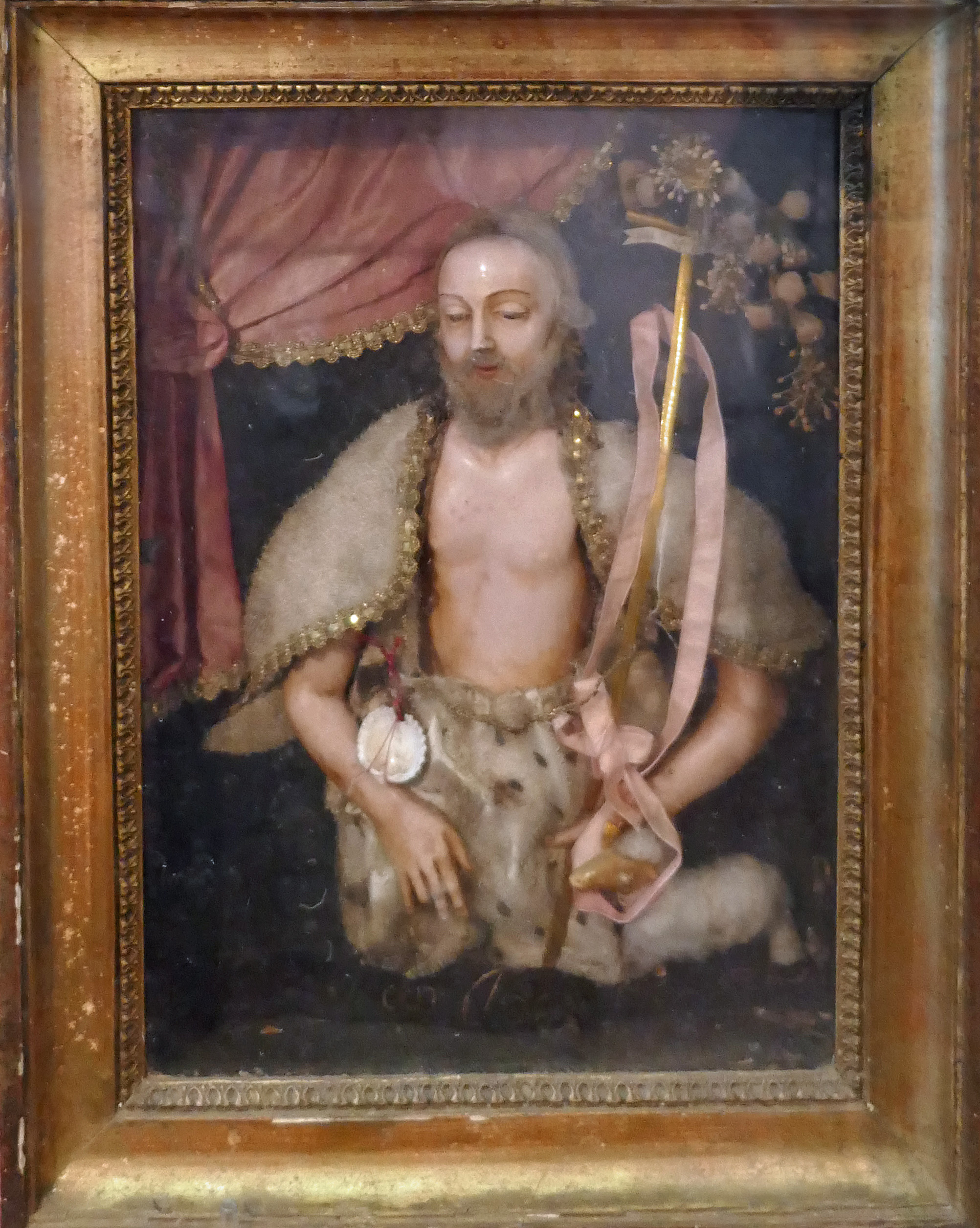
Cire habillée des frères Guyot (XVIIIe siècle) au Musée Henri-Mathieu de Bruyères.

Outre le Musée lorrain de Nancy, le département d'ethnographie du Musée départemental d'art ancien et contemporain (MDAAC) d'Épinal et le Musée Charles-de-Bruyères détiennent plusieurs tableaux de cires habillées, notamment une crèche, une Cène, une Résurrection du Christ, une Visite de saint Antoine à saint Paul, une Sainte Anne faisant l'éducation de la Vierge.
Le tableau de La Cène, le Jardin des Oliviers et l'arrestation du Christ du Musée Lorrain est inscrit au titre des objets des Collections des musées de France.